# Alexa Guarachi
Alexa Guarachi Mathison (n. 17 noiembrie 1990, Fort Walton Beach⁠(d), Florida, SUA) este o jucătoare de tenis chiliană născută în Statele Unite.
Cea mai înaltă poziție în carieră în clasamentul WTA la simplu este locul 347 (2 noiembrie 2015). A ajuns în finala Openului Francez din 2020 în parteneriat cu Desirae Krawczyk. La 20 septembrie 2021, ea a ajuns pe locul 11 la dublu, după ce la începutul anului a câștigat titlul la Campionatele din Dubai în parteneriat cu Darija Jurak. 